# Kręta angielska droga
Kręta angielska droga (ang. the Rolling English Road) – wiersz angielskiego pisarza i poety Gilberta Keitha Chestertona opublikowany w 1913 roku. Jest on najbardziej znanym utworem lirycznym tego autora, kojarzonego zwykle z twórczością prozatorską i eseistyką.

## Charakterystyka ogólna
Utwór składa się z czterech strof sześciowersowych, jest więc stosunkowo krótki, ale ze względu na długi format wiersza i kunszt narracyjny autora wydaje się dłuższy. W każdym razie zawiera sprawnie opowiedzianą historię i wyraża poglądy religijne poety. Zalicza się do nurtu poezji niepoważnej, choć jego puenta nieoczekiwanie staje się nader poważna. Pod względem gatunkowym wiersz jest balladą.

## Forma
Utwór jest napisany jambicznym siedmiostopowcem (fourteener). Średniówka występuje po ósmej sylabie, czyli po czwartej stopie. Sześciowersowe strofy rymują się według schematu stycznego. Bardzo ważną rolę odgrywa aliteracja, widoczna już w tytule i pierwszym wersie pierwszej zwrotki:
Before the Roman came to Rye or out to Severn strode,
The rolling English drunkard made the rolling English road.
A reeling road, a rolling road, that rambles round the shire,
And after him the parson ran, the sexton and the squire;
A merry road, a mazy road, and such as we did tread
The night we went to Birmingham by way of Beachy Head.
Instrumentacja doprowadzona jest do bezspornej paronomazji: reeling - rolling. Aliterują też nazwy geograficzne: Birmingham - Beachy Head, Glastonbury - Goodwin Sands, Bannockburn - Brighton Pier.

## Treść
Bohaterem wiersza jest rodzimy angielski pijak, kroczący od niepamiętnych czasów po krętych dróżkach Wielkiej Brytanii. Symbolizuje on to, co swojskie, choćby niedoskonałe, ciasne, ale własne. Natomiast symbolem zewnętrznego zagrożenia są w wierszu Chestertona Francuzi pod wodzą Napoleona Bonapartego, których najbardziej przerażającą cechą jest to, że chcą wyprostować angielskie drogi. Trudno powiedzieć, co się stało z brytyjskim opojem. Wiadomo tylko, że znaleziono go na poboczu pod krzakiem dzikiej róży. Powstaje pytanie, czy on tam zasnął, czy umarł.
The wild thing went from left to right and knew not which was which,
But the wild rose was above him when they found him in the ditch.
Jest prawdopodobne, że nadużywający trunków bohater wiersza zasnął na dobre, bo inaczej zbędna byłaby informacja o odpuszczeniu mu wszystkich grzechów.
His sins they were forgiven him; or why do flowers run
Behind him; and the hedges all strengthening in the sun?
Zakończenie utworu jest z jednej strony niepokojące, bo mówi o śmierci i pochówku (Kensal Green to wielki londyński cmentarz), z drugiej strony niesie nadzieję na długie i spełnione życie:
For there is good news yet to hear and fine things to be seen,
Before we go to Paradise by way of Kensal Green.

## Przekłady
Wiersz Chestertona przekładali na język polski Włodzimierz Lewik i Wiktor Jarosław Darasz. Lewik utrzymał miarę oryginału, a Darasz poszerzył wers do ośmiu stóp (osiemnastu sylab). Obaj tłumacze starali się też przekazać w tłumaczeniu instrumentacyjne właściwości oryginału.